# Windows 11 verziótörténet
A Windows 11 a Microsoft által kifejlesztett operációs rendszer. A Microsoft a rendszerhez évente egy alkalommal fog, nagyobb funkcionalitást tartalmazó frissítést kiadni. A Windows 11 2021. október 4-én jelent meg.

## Támogatás
| Verzió | Kódnév        | Marketingnév | Buildszám | Kiadási dátum        | Támogatás vége (támogatási státusz színnel jelezve)      | Támogatás vége (támogatási státusz színnel jelezve) | Támogatás vége (támogatási státusz színnel jelezve) | Támogatás vége (támogatási státusz színnel jelezve) |
| Verzió | Kódnév        | Marketingnév | Buildszám | Kiadási dátum        | GAC                                                      | GAC                                                 | LTSC                                                | LTSC                                                |
| Verzió | Kódnév        | Marketingnév | Buildszám | Kiadási dátum        | - Home, Pro, SE, - Pro Education, - Pro for Workstations | - Education, - Enterprise, - IoT Enterprise         | Enterprise                                          | IoT Enterprise                                      |
| --- | ------------- | ------------ | --------- | -------------------- | -------------------------------------------------------- | --------------------------------------------------- | --------------------------------------------------- | --------------------------------------------------- |
| 21H2 | Sun Valley    | N/A          | 22000     | 2021. október 4.     | 2023. október 10.                                        | 2024. október 8.                                    | N/A                                                 | N/A                                                 |
| 22H2 | Sun Valley 2  | 2022 Update  | 22621     | 2022. szeptember 20. | 2024. október 8.                                         | 2025. október 14.                                   | N/A                                                 | N/A                                                 |
| 23H2 | Sun Valley 3  | 2023 Update  | 22631     | 2023. október 31.    | 2025. november 11.                                       | 2026. november 10.                                  | N/A                                                 | N/A                                                 |
| 24H2 | Hudson Valley | 2024 Update  | 26100     | 2024. október 1.     | 2026. október 13.                                        | 2027. október 12.                                   | 2029. október 9.                                    | 2034. október 10.                                   |
| Színmagyarázat - Régi verzió, nem támogatott Régebbi verzió, támogatott Legújabb verzió Legfrissebb előnézeti verzió(k) |               |              |           |                      |                                                          |                                                     |                                                     |                                                     |

## Verziók

### 21H2 verzió (Eredeti kiadás)
A Windows 11 (kódnevén "Sun Valley" más néven 21H2 verzió), 2021. október 4-én jelent meg a Windows 10 utódjaként. Ingyenes frissítésként érhető el a kompatibilis Windows 10-es eszközökre a Windows Update segítségével. Újratervezett felhasználói felülettel és Start menüvel jelent meg. A rendszerben szinte minden beépített app új külsőt kapott, a Fényképek, Számológép, Posta, és a Képmetsző is. A Teams üzenetküldő, integrálva lett a tálcába. A rendszerbe rengeteg érintésvezérlési fejlesztés került. Teljesen új a Swiftkey-hez hasonló érintőbillentyűzet található meg a rendszerben, amely egyéni hátterekkel is testre szabható és GIF-ek beillesztését is támogatja. A rendszerindítás észrevehetően gyorsabb lett. A támogatott hardvereken a rendszer már támogatja a Dynamic Refresh Rate (DRR)-t, amellyel a képfrissítési gyakoriságot a rendszer fogja beállítani, annak megfelelően, hogy mi van a képernyőn. Támogatott lett a Wifi 6E szabvány, az azt támogató hardvereken. Egyes új játékok esetében elérhető a Direct Storeage, aminek segítségével azok közvetlenül, a memória megkerülésével a háttértárról olvassák be a tartalmat. Ezzel jelentős terhet vesz le a processzorról, meggyorsítva ezzel a betöltési időket. A rendszerben megtalálható új Xbox alkalmazásban alapból a Game Pass és az xCloud is integrálva lett. A Windows 10-ben megismert játék üzemmód több apróbb fejlesztést kapott, így jobb teljesítményt nyújt játék közben. Az Nvidia és AMD driverek szorosabb támogatást kaptak a rendszerben, így azok mindig automatikusan a Windows Update-en keresztül frissülnek a legújabb verzióra.